# 정문성
정문성(1981년 1월 13일 ~ )은 대한민국의 배우이다. 순천향대학교를 졸업하였으며, 2007년에 뮤지컬 《지하철 1호선》으로 데뷔하였다.

## 학력
- 풍납중학교 졸업
- 광문고등학교 졸업
- 순천향대학교 연극영화학과 학사

## 출연작

### 드라마
- 2012년 SBS 《유령》 - 염재희 역
- 2013년 SBS 《당신의 여자》 - 김태성 역
- 2013년 JTBC 《무정도시》 - 오기철 역
- 2013년 SBS 《수상한 가정부》 - 이태식 역
- 2014년 SBS 《비밀의 문》 - 변종인 역
- 2015년 SBS 《육룡이 나르샤》 - 한구영 역
- 2016년 KBS2 《뷰티풀 마인드》 - 황정환 역
- 2016년 SBS 《푸른 바다의 전설》 - 젊은 허일중 역
- 2017년 KBS2 《김과장》 - 한동훈 역
- 2017년 tvN 《슬기로운 감빵생활》 - 유정민 역
- 2018년 tvN 《멈추고 싶은 순간 : 어바웃 타임》 - 윤도산 역
- 2018년 SBS 《훈남정음》 - 육룡 역
- 2018년 JTBC 《라이프》 - 조남형 역
- 2018년 tvN 《빅 포레스트》 - 다니엘 제갈부장 역
- 2018년 SBS 《사의 찬미》 - 조명희 역
- 2019년 SBS 《해치》 - 밀풍군 역
- 2020년 tvN 《방법》 - 정성준 역
- 2020년 tvN 《슬기로운 의사생활》 - 도재학 역
- 2020년 tvN 《산후조리원》 - 현진의 분만을 돕는 산부인과 전문 레지던트 역 (특별출연)
- 2021년 tvN 《슬기로운 의사생활 시즌2》 - 도재학 역
- 2021년 MBC 《검은 태양》 - 장천우 역
- 2021년 MBC 《뫼비우스》 - 장천우 역
- 2022년 JTBC 《모범형사 2》 - 우태호 역
- 2022년 TVING 《개미가 타고 있어요》
- 2022년 SBS 《천원짜리 변호사》 (특별출연)
- 2023년 JTBC 《신성한, 이혼》 - 조정식 역
- 2024년 tvN 《감사합니다》 - 황세웅 역
- 2025년 tvN 《언젠가는 슬기로울 전공의생활》 - 도재학 역 (특별출연)

### 영화
- 《글루미 보이》 (2005년)
- 《부당거래》 (2010년) - 철기 매제 친구 3 역
- 《남쪽으로 튀어》 (2013년) - 공안2 김원석 역
- 《방법: 재차의》 (2021년) - 정성준 역
- 《기적》 (2021년) - 김용환 역
- 《늑대사냥》 (2022년) - 김규태 역

### 뮤지컬
- 2024년 글루미 선데이
- 2024년 젠틀맨스가이드

- 2022년 사의찬미
- 2021년 젠틀맨스가이드
- 2020년 어쩌면 해피엔딩
- 2019년 헤드윅
- 2019년 사의찬미
- 2017년 어쩌면 해피엔딩
- 2017년 헤드윅
- 2017년 사의찬미
- 2016년 구텐버그
- 2016년 헤드윅
- 2015년 사의찬미
- 2014년 여신님이 보고계셔
- 2014년 글루미데이
- 2013년 빨래
- 2013년 트라이앵글
- 2012년 빨래
- 2011년 빨래
- 2011년 왕세자 실종사건
- 2010년 김종욱 찾기
- 2010년 빨래
- 2009년 빨래
- 2009년 고추장 떡볶이
- 2008년 빨래
- 2008년 오! 당신이 잠든 사이
- 2007년 오! 당신이 잠든 사이
- 2007년 지하철 1호선

### 연극
- 2012년 《모범생들》 ... 김명준 역
- 2012년 《나쁜자석》 ... 프레이저 역
- 2013년 《트루웨스트》 ... 리(LEE) 역
- 2013년 《나쁜자석》 ... 프레이저 역
- 2015년 《두근두근 내 인생》 ... 아름 역
- 2015년 《스피킹 인 텅스》 ... 피트 & 닐 & 존 역
- 2015년 《거미여인의 키스》 ... 발렌틴 역
- 2016년 《트루웨스트 리턴즈》 ... 오스틴 역
- 2016년 《안녕, 여름》 ... 태민 역
- 2017년 《SLEUTH(슬루스)》 ... 밀로 역
- 2023년 《셰익스피어 인 러브》 ... 윌 셰익스피어 역 (2023.1.28 ~ 2023.3.26 서울 예술의전당 CJ 토월극장)

## 수상 목록
- 2019년 SBS 연기대상 베스트 캐릭터상 《해치》
- 2021년 MBC 연기대상 단막극 부문 남자 우수연기상 《뫼비우스》